# Фуендетодос
Фуендетодос (шп. Fuendetodos) град је у Шпанији у аутономној заједници Арагон у покрајини Сарагоса. Према процени из 2016. у граду је живело 126 становника. Удаљен је 44 км² југоисточно од Сарагосе.
Град се повезује са сликаром Франсиском Гојом, који је рођен у Фуендетодосу 1746. године, и садржи музеј посвећен његовом раду. Град посети приближно 25.000 људи током године.

## Становништво
Према процени из 2016. године у граду је живело 126 становника.
| 2016. |
| ----- |
| 126   |

## Галерија
- Поглед на Фуендетодос
- Поглед на Фуендетодос
- Родна кућа Франсиска Гоје у Фуендетодосу која је претворена у музеј посвећен његовом раду
- Плоча на фасади куће Франсиска Гоје у Фуендетодосу
- Биста Франсиска Гоје испред његове родне куће у Фуендетодосу
- Унутрашњост родне куће Франсиска Гоје у Фуендетодосу
- Унутрашњост родне куће Франсиска Гоје у Фуендетодосу
- Унутрашњост родне куће Франсиска Гоје у Фуендетодосу
- Унутрашњост родне куће Франсиска Гоје у Фуендетодосу
- Унутрашњост родне куће Франсиска Гоје у Фуендетодосу